# Joel Henry Hildebrand
Joel Henry Hildebrand (ur. 16 listopada 1881 w Camden, zm. 30 kwietnia 1983 w Kensington) – amerykański uczony chemik, profesor, znany z pionierskich badań nad rozpuszczalnością substancji.

## Życiorys
Jego ojcem był agent ubezpieczeniowy Howard Onid Hildebrand, pochodzący z rodziny słynącej z długowieczności – większość jej członków żyła dłużej niż 80 lat. Rozwój intelektualny zawdzięcza dziadkowi, który mimo skąpego wykształcenia zgromadził wspaniałą bibliotekę i był człowiekiem oczytanym, z szerokimi horyzontami. Pod jego wpływem Joel samodzielnie zdobył i studiował dzieła takie jak Podręcznik geologii J.D. Dany lub książki o astronomii S. Newcomba. Niezależnie od wiedzy matematycznej pozyskanej w szkole średniej samodzielnie zapoznał się z rachunkiem różniczkowym i całkowym. Również w chemii szkolnej szybko dorównał swemu nauczycielowi, który wtedy udostępnił mu klucz do laboratorium i szkolny podręcznik laboratoryjny, zachęcając do samodzielnego poszerzania wiedzy. Joel z uzasadnioną dumą opowiadał później o jednym swoim ówczesnym doświadczeniu obalającym teorię harwardzkiego profesora – eksperyment ten udowodnił, że konkretny tlenek azotu to NO, a nie N2O2.
W 1899 rozpoczął studia na Uniwersytecie Pensylwania na wydziale sztuki i nauk, wybierając podwójny kierunek chemii i fizyki. Po ukończeniu studiów w 1903 podjął studia doktoranckie, które ukończył uzyskaniem stopnia doktora w 1906. Uzyskał wtedy wsparcie do odbycia podoktoranckiego stażu w Niemczech. Odbył go w Berlinie, gdzie studiował nowe kierunki chemii fizycznej i uczęszczał na wykłady noblisty J.H. van 't Hoffa oraz W. Nernsta, z którym prowadził też badania. Po powrocie J. Hildebrand pracował na Uniwersytecie Pensylwanii jako wykładowca chemii do 1913, kiedy przyjął zaproszenie G.N. Lewisa do grupy młodych fizykochemików na Uniwersytecie Kalifornijskim w Berkeley. Był z nim już związany praktycznie do chwili śmierci.
Oprócz pracy naukowej i dydaktycznej wykonywał też funkcje administracyjne – był m.in. dwukrotnie dziekanem wydziału chemii – w latach 1941–1943 i 1949–1951.
Działał w Amerykańskim Towarzystwie Chemicznym, ale do czasu przejścia na emeryturę odmawiał przyjęcia propozycji objęcia funkcji prezesa – zgodził się i objął prezesurę w 1955 na roczną kadencję. Brał udział w obu wojnach światowych pracując m.in. w latach 1918–1919 w laboratoriach wojskowych armii amerykańskiej we Francji w stopniu majora, a potem podpułkownika.
W roku 1908 poślubił Emilię Aleksandrę, równie długowieczną jak on sam – w 1983 osiągnęła wiek 97 lat.
Mieli czworo dzieci – Luizę, Aleksandra, Miltona i Rogera. Dwoje z nich zostało profesorami: Milton – zoologii na uniwersytecie w Davis, a Roger – fizyki na uniwersytecie w Chicago.
Jeden z budynków kampusu uniwersyteckiego w Berkeley nosi imię Hildebrand Hall.

## Osiągnięcia naukowe i nagrody
Wyniki badań rozpuszczalności opublikował w klasycznej fundamentalnej pracy Rozpuszczalność nieelektrolitów (The Solubility of Nonelectrolytes), wydanie pierwsze w 1926 r., drugie w 1936, i wspólne z R.L. Scottem w 1950 r. W drugim wydaniu tego dzieła zaproponował stosowanie parametru rozpuszczalności, obecnie znanego jako parametr rozpuszczalności Hildebranda.
{\displaystyle \partial ={\sqrt {c.e.d}}={\sqrt {\frac {\Delta H-RT}{V_{m}}}},}
gdzie:
{\displaystyle c.e.d.} – gęstość energii kohezji (cohesive energy density),
{\displaystyle \Delta H} – ciepło parowania,
{\displaystyle R} – stała gazowa,
{\displaystyle T} – temperatura,
{\displaystyle V_{m}} – objętość molowa.
Wśród innych znanych publikacji Hildebranda należy wymienić Wprowadzenie do teorii kinetyki molekularnej (An Introduction to Molecular Kinetic Theory, 1963) oraz Lepkość i rozpraszalność (Viscosity and Diffusivity, 1977).
Na podstawie badań choroby kesonowej zaproponował zastosowanie w mieszance powietrza dla nurków helu zamiast azotu.
Uhonorowany szeregiem nagród, m.in. Medalem Zasługi w 1918 oraz brytyjskim Medalem Królewskim w 1948.